# 松江市立内中原小学校
松江市立内中原小学校（まつえしりつ うちなかはらしょうがっこう）は、島根県松江市内中原町にある市立小学校。

## 沿革
- 1887年 - 内中原・外中原・西茶の小学が1つになり、島根郡第3番区内中原尋常小学校となった。
- 1989年 - 校名を松江市立内中原小学校に変更。

## 校区
- 殿町（城山区）、西茶町、東茶町、苧町、中原町、片原町、外中原町、内中原町、末次町、堂形町、砂子町、国屋町、黒田町（市道砂子浜佐田線に隣接する一部の地域）、浜佐田町（灘区・椎の木地区）、千鳥町、南平台[1]

## 校区内の主な施設など
- 松江城
- 松江市立第一中学校（進学先中学校）
- 松江市役所
- 島根県庁